# Unterroth
Unterroth este o comună din landul Bavaria, Germania.